# Wambule
Le wambule est une langue kiranti parlée dans le Népal oriental.